# Андромеда ряснолиста
Андроме́да рясноли́ста , андроме́да багатоли́ста (Andromeda polifolia L., місцеві назви — безплідниця, дібровник) — чагарничок, єдиний вид роду андромеда родини вересових, поширений в українських лісах.

## Етимологія

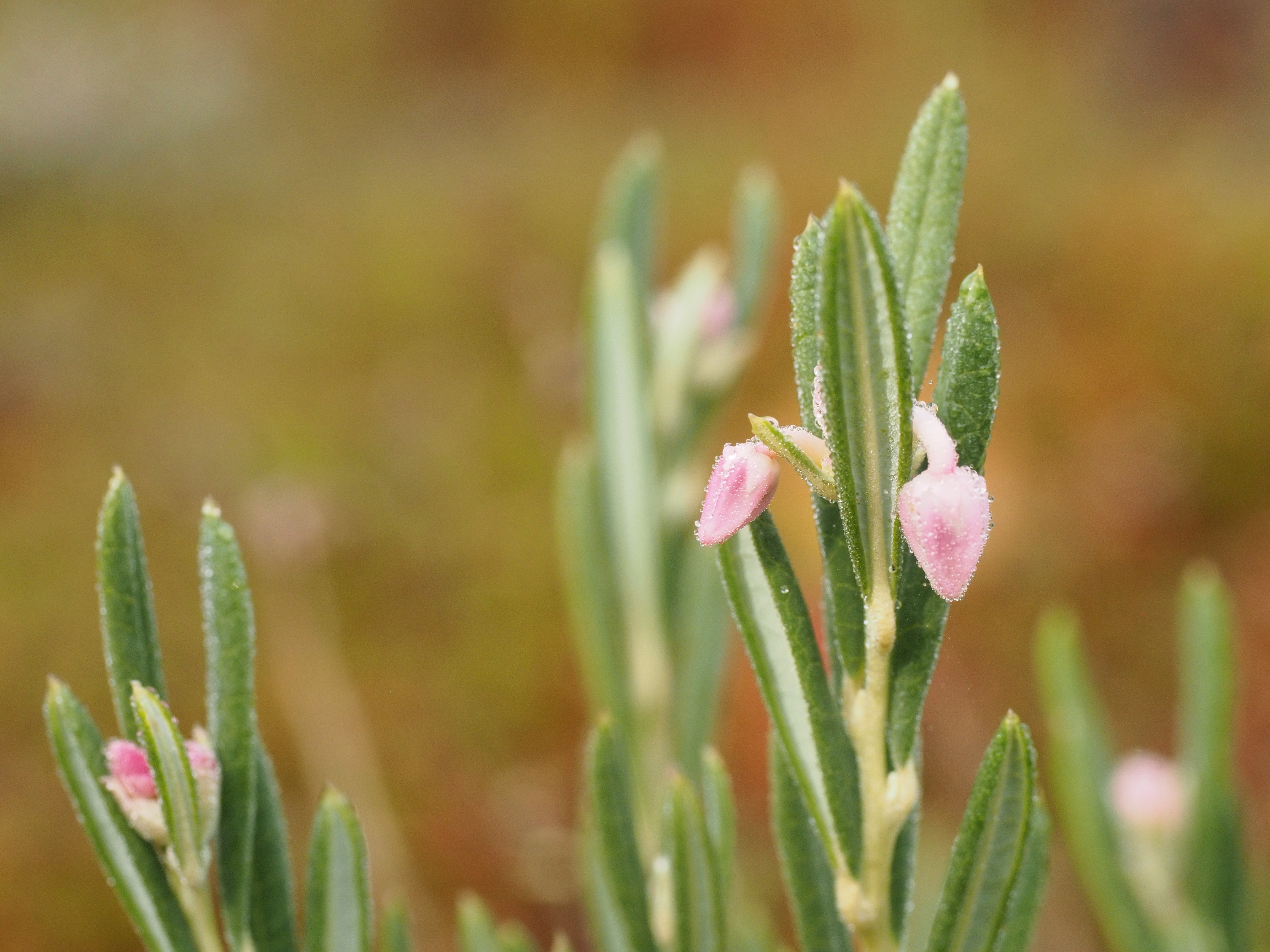
Andromeda polifolia у Карпатах

Андромеда ряснолиста, вживаною є також андромеда багатолиста — є українськими науковими назвами цього виду. Окрім них в інтернеті можна зустріти назву «підбіл багатолистий», що є прямим перекладом російської назви виду рос. подбел многолистный або рос. подбел обыкновенный. Ця назва не підтверджена українськими авторитетними джерелами з ботанічної тематики. Крім того, українська наукова назва «підбіл звичайний» (Tussilago farfara L.) відповідає рослині з іншого монотипного роду підбіл (Tussilago L.), що є аналогом російської назви рос. мать-и-мачеха обыкновенная.

## Опис
Невеликий гіллястий кущик родини вересових (10–40 см заввишки) з гладеньким лежачим стеблом і висхідними гілками. Молоді гілочки червонувато-бурі, голі. Листки (8–35 мм завдовжки і 1–9 мм заввишки) чергові, шкірясті, вічнозелені, довгасто-оберненоланцетні або довгасто-лінійні, цілокраї, на верхівці загострені, з дуже загорнутими краями; зверху темно-зелені, блискучі, голі, зісподу білуваті від воскового нальоту.
Квітки правильні, зрослопелюсткові, з подвійною оцвітиною, пониклі, зібрані в небагатоквіткові зонтикоподібні китиці. Чашечка глибоконадрізана, червона або рожева, залишається на плодах. Віночок (до 8 мм завдовжки) глечикоподібний, білий або рожевий з п'ятьма короткими яйцеподібно-трикутними зубчиками. Тичинок десять, вдвоє коротші за віночок, маточка одна, стовпчик один, зав'язь нижня.
Плід — коробочка (6–9 мм завдовжки), майже куляста, п'ятигранна, темно-голубувато-зелена.

## Поширення
Поширена у північній частині Полісся, Прикарпатті, зрідка в Карпатах. Райони заготівель зосереджені у Волинській, Рівненській, північній частині Житомирської області.
Росте андромеда в заболочених хвойних і мішаних лісах, на торф'яних болотах. Тіньовитривала рослина. Цвіте в квітні травні.

## Практичне значення
Лікарська, отруйна, танідоносна, фарбувальна, декоративна рослина.
У народній медицині використовують листки при жіночих хворобах, ревматизмі і туберкульозі легень.
У листках міститься глікозид андромедотоксин, який має подразнюючу і наркотичну дію, у деяких випадках викликає отруєння домашніх тварин.
Пагони і листки андромеда містять таніди і барвники, якими забарвлюють тканини в чорний колір.
Рослина декоративна протягом усього вегетаційного періоду. Рекомендується для розведення в садах і лісопарках, на клумбах при достатній вологості ґрунту.

### Збирання, переробка та зберігання
Збирають облистнені квітучі пагони андромеди навесні, зрізуючи ножами або серпами. Сушать у тіні або на горищах. Пакують у коробки, вистелені папером. Зберігають у сухих прохолодних приміщеннях.